# HMS Gambia (48)
HMS Gambia (48) (sau đổi thành C48) là một tàu tuần dương hạng nhẹ lớp Crown Colony của Hải quân Hoàng gia Anh Quốc. Gambia được điều sang phục vụ cùng Hải quân Hoàng gia New Zealand như là chiếc HMNZS Gambia từ năm 1943 đến năm 1946. Nó được đặt tên theo Gambia, vốn là một thuộc địa của Đế chế Anh vào lúc đó, và là chiếc tàu chiến duy nhất của Hải quân Hoàng gia Anh Quốc mang cái tên này.

## Thiết kế và chế tạo
Gambia được dự trù trong Dự thảo Ngân sách Hải quân 1938 và được đặt lườn vào ngày 24 tháng 7 năm 1939 tại xưởng tàu của hãng Swan Hunter ở Wallsend. Nó được hạ thủy vào ngày 30 tháng 11 năm 1940 bởi Lady Hilbery được đưa ra hoạt động vào ngày 21 tháng 2 năm 1942.

## Lịch sử hoạt động

### Các hoạt động ban đầu
Thoạt tiên chiếc tàu tuần dương hoạt động tại Đông Ấn cùng với Hạm đội Viễn Đông, và đã tham gia Trận Madagascar vào tháng 9 năm 1942. Sau đó nó đảm nhận nhiệm vụ bảo vệ hoạt động thương mại tại Ấn Độ Dương; rồi được lệnh quay trở về vùng biển nhà, ghé qua lãnh thổ Gambia trên đường đi, nơi những thủ lĩnh Tây Phi với lễ phục đầy đủ dẫn đầu hàng ngàn thần dân viếng thăm con tàu được đặt tên theo thuộc địa của họ.
Nó được tái trang bị tại Liverpool từ tháng 6 đến tháng 9; rồi sau đó hoạt động tuần tra chống tàu vượt vòng phong tỏa tại vùng vịnh Biscay vào tháng 12, như một phần của Chiến dịch Stonewall.

### Phục vụ cùng Hải quân Hoàng gia New Zealand
Vì hai tàu tuần dương của New Zealand vào lúc đó, HMNZS Leander và HMNZS Achilles, đều bị hư hại, họ quyết định thương lượng với Bộ Hải quân Anh rằng HMS Gambia sẽ được Hải quân Hoàng gia New Zealand sử dụng để hoạt động như là chiếc HMNZS Gambia. Gambia được chuyển cho Hải quân Hoàng gia New Zealand vào ngày 22 tháng 9 năm 1943.

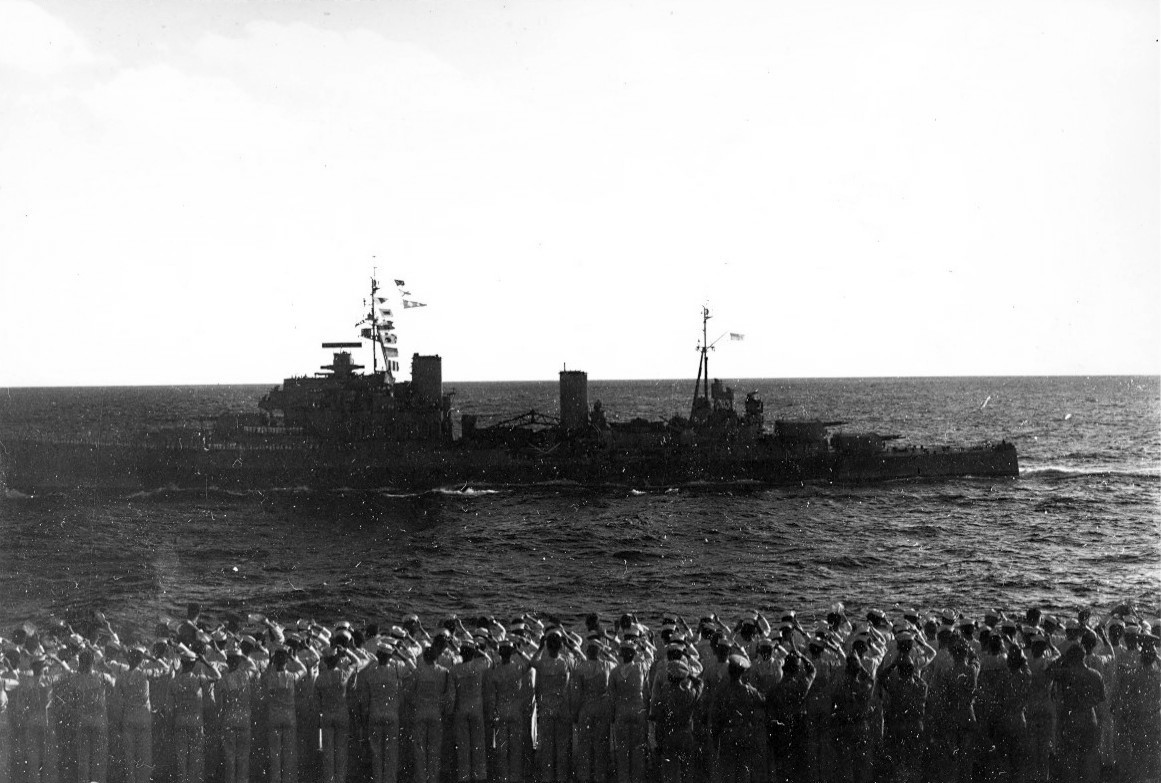
HMNZS Gambia, 18 tháng 5 năm 1944.

Gambia đã phục vụ cùng Hạm đội Thái Bình Dương Anh Quốc, và đã tham gia các cuộc tấn công các vị trí của quân Nhật suốt khu vực Thái Bình Dương. Vào tháng 2 năm 1944, nó truy tìm các tàu vượt vòng phong tỏa tại vùng biển quần đảo Cocos; và hỗ trợ cho một loạt các cuộc không kích bằng tàu sân bay lên các cơ sở lọc dầu và sân bay. Nó đã hoạt động ngoài khơi Okinawa, Đài Loan và chính quốc Nhật Bản, và đã tham gia cuộc bắn phá thành phố Kamaishi vào ngày 9 tháng 8. Nó bị máy bay Nhật Bản tấn công vào lúc mệnh lệnh ngừng bắn được công bố, nên đã có vinh dự bắn một trong những phát đạn pháo cuối cùng của Thế Chiến II.
Nó đã có mặt trong vịnh Tokyo vào ngày 2 tháng 9 năm 1945 vào lúc diễn ra buổi lễ ký kết văn kiện Nhật Bản đầu hàng trên thiết giáp hạm Missouri.

### Hoàn trả cho Hải quân Hoàng gia Anh
Gambia được trao trả cho Hải quân Hoàng gia tại Portsmouth vào ngày 27 tháng 3 năm 1946. Nó trải qua một đợt tái trang bị rồi hoạt động trở lại vào ngày 1 tháng 7 năm 1946 cùng Hải đội Tuần dương 5 của Hạm đội Viễn Đông. Nó quay trở về Anh vào ngày 6 tháng 1 năm 1948, và vào tháng 1 năm 1950 được phân về Hải đội Tuần dương 2 tại Địa Trung Hải, sau đó chuyển sang Hải đội Tuần dương 1 của cùng trạm này cho đến tháng 10 năm 1954. Trong năm 1953, nó cùng với con tàu chị em HMS Bermuda mang hàng tiếp tế trợ giúp cho đảo Zakynthos thuộc Hy Lạp khi nơi này chịu đựng một trận động đất nặng. Các quan chức Hy Lạp sau này đã bình luận: "Người Hy Lạp chúng tôi có truyền thống gắn bó lâu dài với Hải quân Hoàng gia, và nó sống theo mọi ước mong luôn là người đầu tiên đến giúp đỡ".
Đến năm 1955 Gambia trở thành soái hạm của Hải đội Tuần dương 4 tại Trạm Đông Ấn; và như là chiếc soái hạm sau cùng của trạm này, quay trở về Chatham vào ngày 19 tháng 9 năm 1958. Đến ngày 4 tháng 11 năm 1958, nó hoạt động trở lại trong thành phần Hải đội Tuần dương 1 tại Địa Trung Hải, rồi đến năm 1960 phục vụ tại Nam Đại Tây Dương và với Hạm đội Nhà.

## Ngừng hoạt động và số phận
Gambia được cho ngừng hoạt động vào tháng 12 năm 1960, và tiếp tục ở lại lực lượng dự bị tại Portsmouth cho đến khi nó được bán cho T. W. Ward để tháo dỡ. Nó được kéo rời khỏi cảng Portsmouth vào ngày 2 tháng 12 năm 1968, và đi đến Inverkeithing để tháo dỡ vào ngày 5 tháng 12.